# Fédération autrichienne de handball
 (juillet 2022).
Si vous disposez d'ouvrages ou d'articles de référence ou si vous connaissez des sites web de qualité traitant du thème abordé ici, merci de compléter l'article en donnant les références utiles à sa vérifiabilité et en les liant à la section « Notes et références ».
La Fédération autrichienne de handball, en allemand Österreichischer Handballbund (ÖHB), est l'organisation nationale chargée de gérer et de promouvoir la pratique du handball en Autriche. 
Son siège social est situé à Vienne. 
Le président est Gerhard Hofbauer depuis 1996.
L'organisme autrichien a été fondé en 1925.
La Fédération autrichienne de handball est affiliée à la Fédération internationale de handball.
Le secrétaire général est Martin Hausleitner.

## Présidents
- 1945–1948 Vincent Übeleis
- 1948–1960 Leopold Eichberger
- 1960–1977 Leopold Stipkovich
- 1977–1993 Erwin Lanc
- 1993–1996 Hannes Lauermann
- 1996–2021 Gerhard Hofbauer

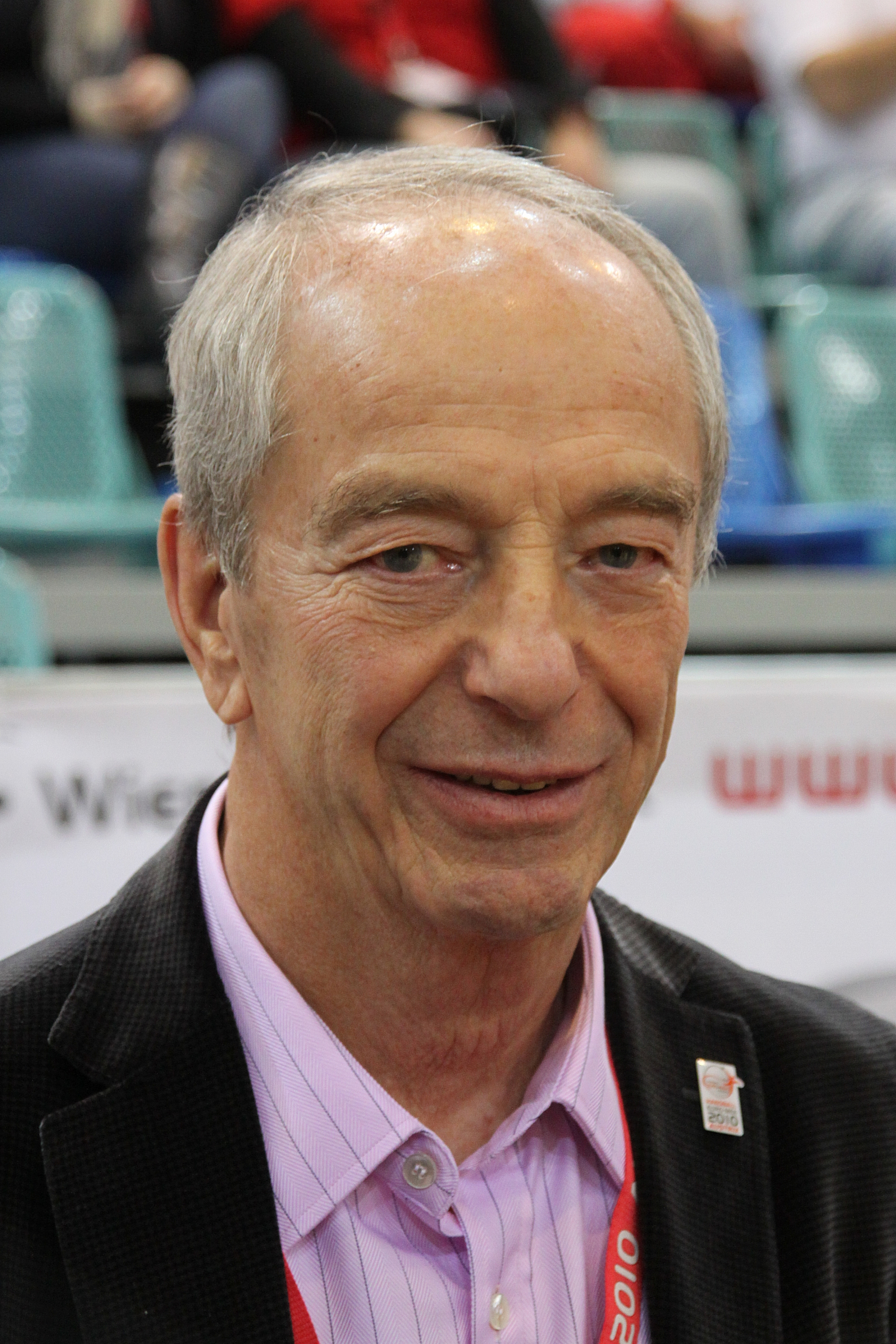
Gerhard Hofbauer.

À noter qu'Erwin Lanc a également été président de la Fédération internationale de handball du 25 juillet 1984 au 26 novembre 2000.